# You Only Live Twice (chanson)
Pour les articles homonymes, voir On ne vit que deux fois.
Ne doit pas être confondu avec You Only Live Twice (album).
Chansons de James Bond
Thunderball
(1965) We Have All the Time in the World
(1969)
You Only Live Twice est une chanson de John Barry chantée par Nancy Sinatra, présente sur la bande originale du film de James Bond On ne vit que deux fois sorti en 1967.

## Création
John Barry compose à nouveau la bande originale d'un film James Bond. Les paroles sont écrites par Leslie Bricusse, déjà auteur de la chanson Goldfinger interprétée par Shirley Bassey. La chanteuse Julie Rogers est choisie pour chanter le titre, et l'enregistre avec un orchestre de 50 ou 60 musiciens aux CTS Studios à Londres. C'est une version assez différente de celle enregistrée plus tard par Nancy Sinatra, avec un style plus « oriental ». John Barry déclare à ce propos que « les producteurs ont dit “ceci ne marche pas”, “il y a un quelque chose à faire en plus...”. Si cette énergie n'était pas là, si cette sorte de chose mystérieuse n'était pas là, alors ça ne va pas marcher pour le film,. »
Les paroles sont alors réécrites. Le producteur du film Albert R. Broccoli souhaite que son ami Frank Sinatra l'interprète. Mais ce dernier lui suggère alors sa fille Nancy Sinatra. John Barry voulait quant à lui Aretha Franklin, mais les producteurs insistent pour que ce soit Nancy Sinatra, rendue populaire par son single, These Boots Are Made for Walkin', sorti en février 1966.

### Différentes versions
La version grande et mélancolique du film dure 2 minutes 46. Elle sert d'ouverture au film. Elle est jouée en si bémol avec une seule piste vocale. La chanson est réenregistrée avec un orchestre de 60 musiciens le 2 mai 1967 aux CTS Studios dans le quartier londonien de Bayswater. Nancy Sinatra raconta plus tard avoir été très nerveuse durant cette session, où elle fit près de 30 prises.
Le producteur américain de Nancy Sinatra, Lee Hazlewood, crée ensuite la version single du morceau d'une durée de 2 minutes 56, en Do majeur et avec des voix davantage doublées, des chœurs et des cuivres supplémentaires, ainsi qu'une guitare plus présente.

## Reprises
C'est l'une des chansons de James Bond les plus reprises. Le duo anglais de synthpop duo Soft Cell inclut une reprise en face B de son single de 1984 Soul Inside. En 1985, le groupe punk rock australien The Scientists fait une version rock, sortie en tant que single. En 1998, Robbie Williams ré-enregistre des portions de la chanson, notamment les violons de l'introduction, pour son titre Millennium sur l'album I've Been Expecting You. Une version rock de You Only Live Twice est chantée par Coldplay durant une tournée en Norvège en 2011, puis commercialisée en face B du single Don't Panic sorti en mars 2001.
La chanteuse belge Natacha Atlas en fait également une reprise, présente sur sa compilation de 2005 The Best of Natacha Atlas, tout comme l'islandaise Björk. Le groupe d'indie pop de Floride The Postmarks en fait une version sur leur album de reprises, By the Numbers, sorti en 2008. Shirley Bassey, interprète des chansons des films James Bond Goldfinger, Les diamants sont éternels et Moonraker, interprète la chanson dans son album Get the Party Started sorti en 2007.
Le producteur britannique de breakbeat hardcore Acen Razvi a samplé les violons pour son titre Trip II the Moon en 1992. Tout comme Cee Lo Green, qui le sample pour son titre Bright Lights Bigger City.

## Dans la culture populaire
Le titre est utilisé dans le finale de la saison 5 de la série télévisée Mad Men.

## Classements
| Classements / pays (1967)                  | Meilleure position |
| ------------------------------------------ | ------------------ |
| Australie - ARIA Charts                    | 10                 |
| Canada - Canadian Singles Chart            | 39                 |
| Royaume-Uni - UK Singles Chart             | 11                 |
| États-Unis - Billboard Hot 100             | 44                 |
| États-Unis - Hot Adult Contemporary Tracks | 3                  |